# Jerzy Popiełuszko

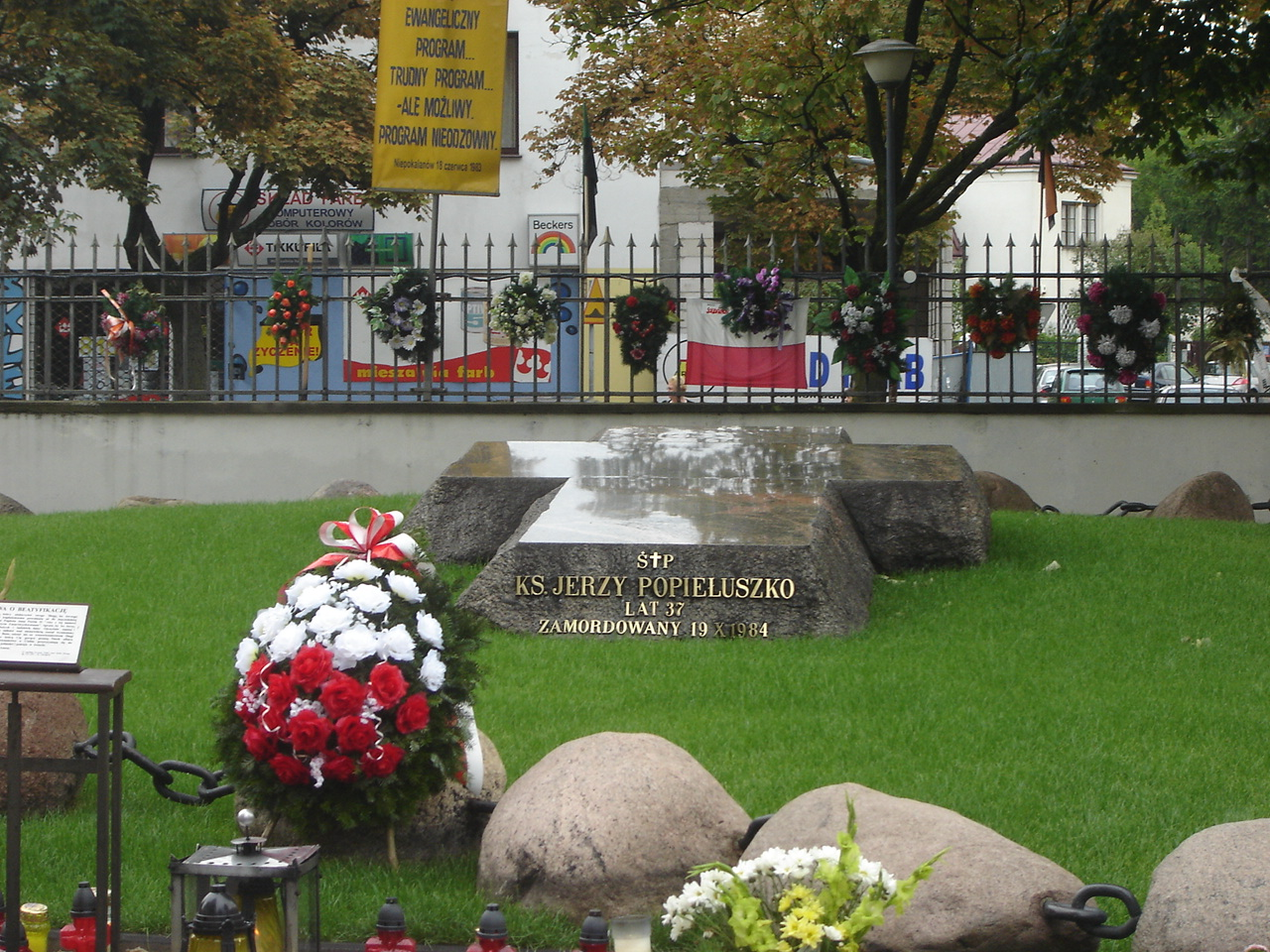
Hrob Jerzyho Popiełuszka

Jerzy Popiełuszko (Jiří Popěluško, nazývaný kněz Solidarity; 14. září 1947 Okopy u Suchowoli – 19. října 1984?) byl známý polský římskokatolický kněz spojený se Solidaritou a umučený příslušníky komunistické tajné policie.

## Život
Byl vysvěcen v roce 1972, od června 1980 působil v kostele sv. Stanislava Kostky ve Varšavě. Od srpna 1980 spolupracoval s dělnickými organizacemi a aktivně podporoval Solidaritu. Během stávky byl poslán sloužit mši do Huty Warszawa (huť). Za výjimečného stavu organizoval v kostele sv. Stanislava Kostky tzv. Mše za vlast. Díky své kritice komunistického systému získal široký věhlas a podporu veřejnosti. Byl sledován polskou tajnou policií (Służba Bezpieczeństwa). V prosinci 1983 byl zatčen, k procesu však nedošlo, protože v červenci 1984 byla vyhlášena amnestie.

### Smrt
Dne 19. října 1984 ve večerních hodinách se vracel do Varšavy ze mše, kterou sloužil v Bydhošti, když jeho auto zastavili na silnici tři příslušníci ze 4. správy polského Ministerstva vnitra, která se zabývala bojem s katolickou církví. Grzegorz Piotrowski, Waldemar Chmielewski a Leszek Pękala převlečeni za milicionáře duchovního zbili, spoutali a vhodili do kufru jejich Fiata 125p. Popiełuszkovu řidiči Waldemaru Chrostowskému se podařilo vyskočit z milicionářského auta a utéct. Díky němu se veřejnost o únosu dozvěděla. Kdy a kde přesně Popiełuszko zemřel, není známo. Pravděpodobně byl už mrtev, když mu pachatelé přivazovali k tělu závaží, se kterým ho pak vhodili do přehrady na řece Visle u města Włocławek. Tělo bylo nalezeno 30. října 1984 v tak zuboženém stavu, že ho rodina poznala pouze podle zvláštních znamení.

## Beatifikace
Když v roce 1987 papež sv. Jan Pavel II. navštívil rodné Polsko, snažily se úřady i primas Józef Glemp, který podle svědectví pamětníků a Institutu národní paměti spolupracoval s tehdejším komunistickým vedením Polska, zabránit tomu, aby se papež modlil u Popiełuszkova hrobu. Sv. Jan Pavel II. tak ale podle svého přesvědčení učinil.
V roce 1997, tedy 12 let po Popiełuszkově smrti, zahájila katolická církev proces jeho beatifikace (blahoslavení). Stalo se tak proti vůli kardinála Glempa, který se ji snažil oddálit tím, že odmítl podat požadovaná svědectví. Tyto skutečnosti byly zveřejněny v roce 2009 v souvislosti s premiérou filmu Popiełuszko. Wolność jest w nas, v němž kněze ztvárnil Adam Woronowicz.
Dne 19. prosince 2009 papež Benedikt XVI. prohlásil Jerzyho Popiełuszka za mučedníka. Jeho beatifikace se konala 6. června 2010 ve Varšavě.

## Kanonizace
Dne 20. září 2014 byl ve Francii – kde je Popiełuszkovi připisován případ zázračného uzdravení – zahájen proces jeho svatořečení.